# Geografia de Essuatíni

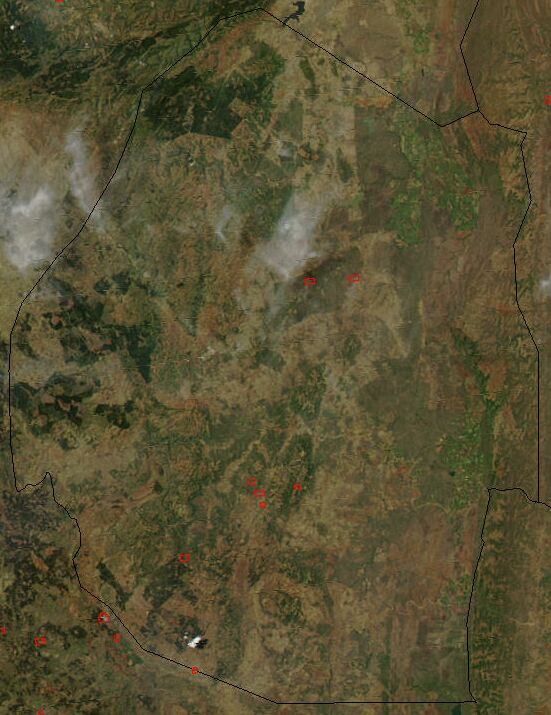
Imagem de satélite de Essuatíni, (Nov. 2002).

O Reino de Essuatíni é um pequeno país interior da África Austral, limitado a leste por Moçambique e em todas as outras direções pela África do Sul. Tem como capitais: Mbabane (administrativa) e Lobamba (real e legislativa).
O terreno do país consiste basicamente de montanhas e colinas, com algumas planícies moderadamente inclinados. O ponto mais baixo é o Grande Rio Usutu com 21 metros, e o maior é Emlembe com 1862 m.
Sendo um país sem litoral, Essuatíni não tem fronteiras marítimas. Em termos de fronteiras terrestres, tem a fronteira com Moçambique de 105 quilômetros, e África do Sul de 430 quilômetros, dando um comprimento total de 535 km.
Essuatíni possui como recursos naturais: amianto, carvão, argila e pequenos depósitos de ouro e diamantes.